# Occhiali neri (romanzo)
Occhiali neri (titolo originale The Black Spectacles nell'edizione inglese o The Problem of the Green Capsule nell'edizione americana) è un romanzo giallo di John Dickson Carr del 1939. È il decimo della serie che ha per protagonista il dottor Gideon Fell.

## Trama
Marcus Chesney è un ricchissimo proprietario agricolo con l'hobby della psicologia. La sua teoria preferita è che l'uomo medio è assolutamente incapace di rendersi conto di cosa ha realmente visto o sentito, e le testimonianze, nei tribunali o altrove, sono sempre inaffidabili. Quando nel paesino di Sodbury Cross, dove Marcus vive con il fratello Joe e la nipote Marjorie, si verifica un avvelenamento di massa (ad opera apparentemente di un pazzo criminale), la polizia brancola nel buio. Marcus però crede di sapere cosa sia effettivamente successo e allo scopo di dimostrarlo organizza in casa sua un piccolo spettacolo, filmato anche da una cinepresa, al termine del quale i suoi ospiti dovranno descrivere esattamente cosa hanno visto sulla scena. Ma prima che si possa dare il via alle domande, Marcus crolla al suolo; è stato avvelenato con del cianuro. L'assassino, travestito, si è mosso sulla scena sotto gli occhi di tutti, eppure nessuno dei testimoni, proprio come Marcus sosteneva, è in grado di fornire elementi utili alla polizia. Solo l'intervento del dottor Fell potrà sbrogliare una matassa estremamente ingarbugliata e fare luce non solo sul problema di chi abbia ucciso Marcus Chesney, ma anche sugli enigmi dello spettacolo che il morto ha recitato fino all'ultimo respiro.

## Personaggi principali
- Marcus Chesney - ricco coltivatore di pesche
- Joe Chesney - medico, fratello di Marcus
- Marjorie Wills - nipote di Marcus
- George Harding - fidanzato di Marjorie
- Professor Gilbert Ingram - professore di psicologia, amico di Marcus
- Wilbur Emmet  - direttore dei vivai Chesney
- Hobart Stevenson - farmacista
- Pamela, Lena - cameriere
- Maggiore Crow - della polizia di Sodbury Cross
- Sovrintendente Bostwick - della polizia di Sodbury Cross
- Andrew MacAndrew Elliot - ispettore di Scotland Yard
- Dottor Gideon Fell - investigatore

## Critica
"La versione di Carr di Carte in tavola di Agatha Christie e, come quel libro, una storia tanto brillante e inagnnevole quanto il lettore possa desiderare. Il ricco dilettante Marcus Chesney usa un test di osservazione psicologica per dimostrare il metodo usato per avvelenare diversi bambini, facendo in modo di scagionare da ogni sospetto sua nipote Marjorie. Lei e altre due persone stavano assistendo all'omicidio di Chesney sul palcoscenico, in piena vista l'uno dell'altro; e il fratello di Chesney, l'unico altro possibile sospetto, ha un alibi di ferro. Nessuno avrebbe potuto commettere il crimine - eppure è stato commesso. Questo è l'autentico tocco di Carr, e la soluzione è tipica del Carr degli anni '30: assolutamente brillante, assolutamente sorprendente e assolutamente convincente."

## Opere derivate
Nel 1997 la BBC ha mandato in onda uno sceneggiato radiofonico dal titolo The Black Spectacles, tratto dal romanzo e  diretto da Enyd Williams, con Donald Sinden nel ruolo di Gideon Fell e John Hartley in quello del sovrintendente Hadley.

## Edizioni
- John Dickson Carr, Occhiali neri, traduzione di G. Viganò, collana I Bassotti (n. 33), Polillo Editore, 2005,  p. 277, ISBN 978-88-8154-248-2.